# Daewoo Precision Industries K5
A Daewoo Precision Industries K5 é uma pistola semiautomática de calibre 9×19mm produzida pela SNT Motiv (anteriormente S&T Daewoo) da Coreia do Sul.
A K5 foi lançada em 1989. Ela é operada por recuo e utiliza um sistema de trava convencional do tipo Browning. É transportada principalmente por oficiais comissionados das Forças Armadas da Coreia do Sul.

## Variantes
- XK5: Protótipo experimental.
- K5: Variante padrão produzida em massa.
  - DP51: Versão comercial da K5.[4]
    - DP51S: Versão semicompacta com corrediça compacta e estrutura de tamanho completo.
    - DP51C: Versão compacta da DP51.[4]

  - DH40: Versão comercial da K5 em .40 S&W.[4]
  - DH45: Versão comercial da K5 em .45 ACP.
  - LH9: Versão atualizada da DP51 introduzida pela Lionheart Industries em 2011.
    - LH9C: Versão compacta da LH9.
    - LH9 MKII: LH9 equipada com trilho picatinny integral.

  - REGULUS: Versão aprimorada da LH9
    - REGULUS Alpha: Pistola de tamanho completo
    - REGULUS Beta: Pistola compacta

## Operadores
- Guatemala: Adquirida em 2011.[5]
- Indonésia: Adquirida em 2011.[5]
- Coreia do Sul: Arma secundária padrão.[4]
- Singapura: Formação de Comando das Forças Armadas de Singapura (CDO FN)
- Macedônia do Norte: Forças Armadas da Macedônia do Norte
- Tailândia: 200 K5 transferidas de acordo com um relatório de armas leves do SIPRI de 2019.[6]